# Xã New Haven, Quận Huron, Ohio
Xã New Haven (tiếng Anh: New Haven Township) là một xã thuộc quận Huron, tiểu bang Ohio, Hoa Kỳ. Năm 2010, dân số của xã này là 2.621 người.